# Koningsdrongo
De koningsdrongo (Dicrurus macrocercus) is een zangvogelsoort uit de familie Dicruridae (drongo's). Voorheen werd deze soort beschouwd als de Aziatische ondersoort van de Afrikaanse treurdrongo met de wetenschappelijke naam D. adsimilis macrocercus.

## Kenmerken
De koningsdrongo is 28 tot 29 cm lang. Het is een zwarte vogel met rode ogen en een zeer diep gevorkte staart, waardoor dat typische silhouet ontstaat.

## Leefwijze
Vooral van deze soort drongo is diverse malen beschreven dat hij naast insecten ook grotere prooien aankan en zelfs als een roofvogel kleine vogels aanvalt en opeet.

## Verspreiding en leefgebied
De koningsdrongo komt voor in Azië van zuidwest Iran, door India en Sri-Lanka tot in Zuid- en West-China en Indochina als broedvogel, met ook een populatie op Java. Vogels in het noordelijk deel van het broedgebied in China trekken 's winters daaruit weg. In de winter wordt de koningsdrongo waargenomen op het schiereiland Malakka en in Borneo.
De soort telt zeven ondersoorten:
- D. m. albirictus: van zuidoostelijk Iran en oostelijk Afghanistan tot noordelijk India, zuidoostelijk Tibet en noordwestelijk Myanmar.
- D. m. macrocercus: zuidoostelijk Pakistan, centraal en zuidelijk India.
- D. m. minor: Sri Lanka.
- D. m. cathoecus: van centraal, oostelijk en zuidelijk China tot oostelijk Myanmar, noordelijk Thailand en noordelijk Indochina.
- D. m. thai: van zuidelijk Myanmar tot Indochina.
- D. m. harterti: Taiwan.
- D. m. javanus: Java en Bali.

De vogel is geïntroduceerd als insectenbestrijder op het eiland Guam en op de noordelijke Marianen.
Het is een algemeen voorkomende vogel van open landschappen, agrarisch landschap, parken en tuinen en zelfs in steden.

## Status
De koningsdrongo heeft een groot verspreidingsgebied en de grootte van de totale populatie is niet gekwantificeerd. Er is geen aanleiding te veronderstellen dat de soort in aantal achteruit gaat. Daarom staat deze drongo als niet bedreigd op de Rode Lijst van de IUCN.

## Afbeeldingen

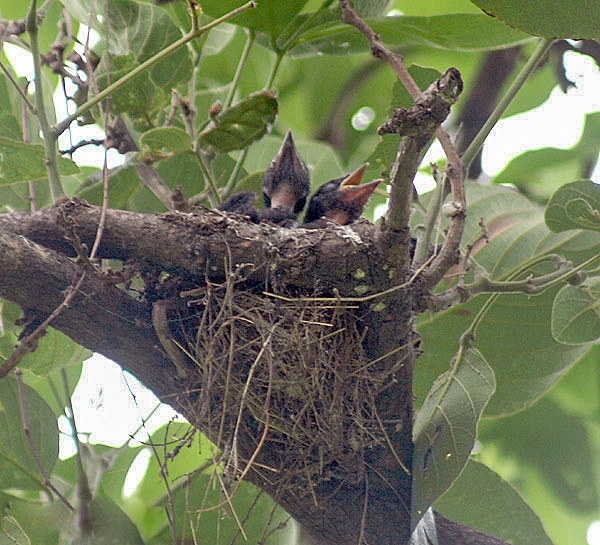
Nest met jongen
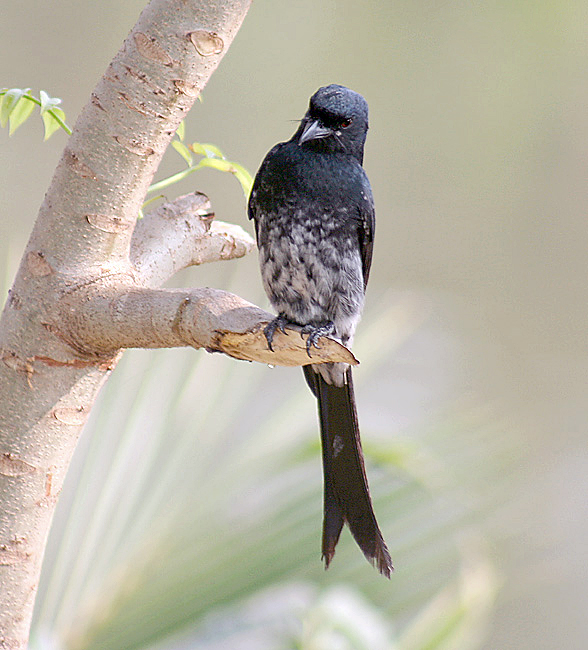
Onvolwassen vogel
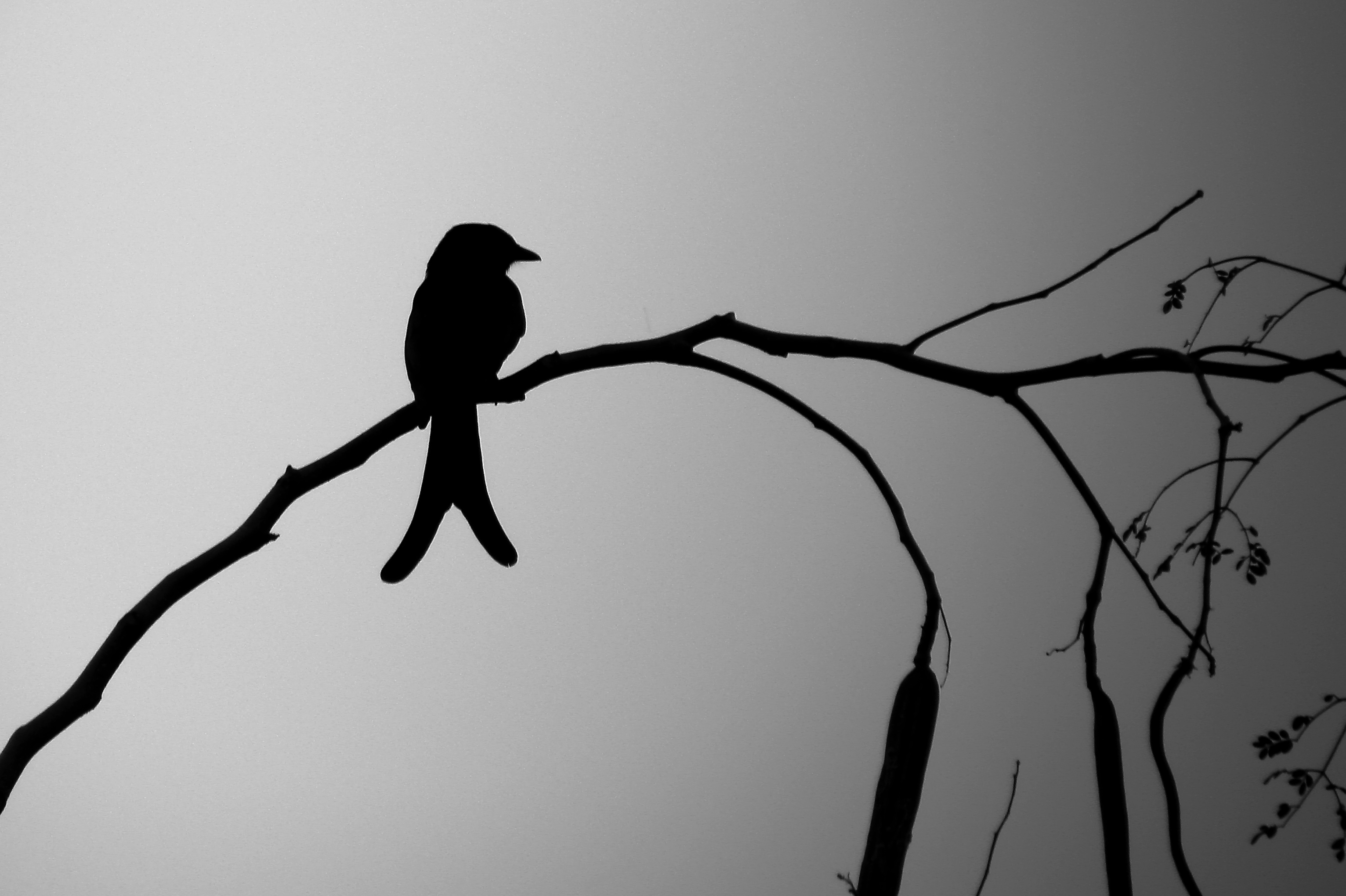
Typische silhouet